# René M. Schmid
René Schmid (* 15. März 1929 in Zürich, Bürger von Thalwil, Kanton Zürich) ist ein Schweizer Rechtsanwalt und Kulturveranstalter.

## Leben
René Schmid besuchte die Primarschule und das Freie Gymnasium in Zürich, studierte Jurisprudenz an der Universität Zürich mit Auslandssemester an der Harvard University USA. Er doktorierte 1954 an der Universität Zürich und erwarb 1955 das Rechtsanwalts-Patent.
1954 bis 1956 war er juristischer Mitarbeiter des Advokaturbüros Gautschi & Wieler in Zürich. Von 1957 bis 1987 führte er in Zürich eine internationale Wirtschafts-Advokatur mit angeschlossener Standard Treuhand & Revisions AG. In dieser Funktion war er Mitglied des Verwaltungsrates von zahlreichen Unternehmen im In- und Ausland.
1970 veranstaltete er zusammen mit zwei Partnern im Theater des Westens in Berlin das Musical Promises, Promises von Burt Bacharach. Er war eines der Gründungsmitglieder der Gesellschaft der Freunde des Zürcher Opernhaus Balletts, zeitweilig Vorstandsmitglied der IG Tanz Zürich zur Planung des Tanzhauses Zürich, von 1991 bis 2003 Präsident des Tanzforums Ostschweiz und von 2002 bis 2009 Fachreferent Tanz des Kulturamtes des Kanton Thurgau. Er veranstaltete von 1991 bis 1999 mit Unterstützung der Kulturstiftung des Kt. Thurgau, des British Council, der Ambassade de France en Suisse und diverser privater Kulturstiftungen jährlich die beiden mehrtägigen internationalen Modern-Ballet-Festivals Tanz Im Thurgau und Ittinger Tanztage sowie 1998 und 1999 je ein Youth-Dance-Festival. Er organisierte 2003 die Vorstellung der Compagnie Mi-Octobre Serge Ricci am 15. Internationalen Bodenseefestival und von 2000 bis 2003 mit Unterstützung der Kulturstiftung des Kantons Thurgau Modern Dance-Projektwochen in Ostschweizer Oberstufen-Klassen von Frauenfeld bis St. Moritz.
René Schmid ist verheiratet und hat zwei Kinder.

## Publikationen
- Die Bilanzierung des Anlage- und Umlaufsvermögens nach schweizerischem Aktienrecht. Polygraphischer Verlag Zürich, 1958, OCLC 6807902.